# 第102SS重戦車大隊
第102SS重戦車大隊（だい102SSじゅうせんしゃだいたい、ドイツ語: schwere SS-Panzerabteilung 102）とは第二次世界大戦中、ナチス・ドイツ武装親衛隊に所属した部隊である。ノルマンディー上陸作戦で事実上壊滅した。1944年末期に第502SS重戦車大隊として再編成されたが、1945年春のハルベの戦いで壊滅した。

## 第二次世界大戦

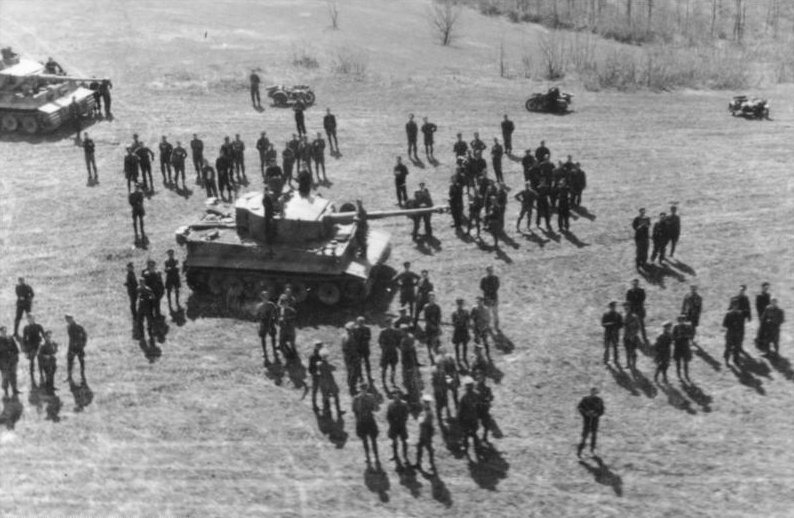
1943年、ソビエト連邦
ハインリヒ・ヒムラーの大隊視察時

1943年4月、武装親衛隊は東部戦線において、新型のティーガーIを運用する重戦車大隊の設立を命じた。これらの重戦車大隊はSS装甲軍団に所属した。第102SS重戦車大隊は第2SS装甲軍団に所属した。当初、これらの重戦車大隊は一つのティーガーIの中隊で構成されており、それぞれが装甲軍団傘下のSS装甲師団に所属していた。1943年当時、第102SS重戦車大隊 ー 当時は前身である第2SS装甲師団 ダス・ライヒ傘下の第2SS装甲連隊 ー は14両のティーガーIを保有していた。
ノルマンディー上陸作戦で連合軍が上陸に成功した後、部隊はノルマンディーに送られたが、戦闘によってほぼ完全に壊滅した。1944年9月、部隊は再編成のために本国に送還された。そして、ゼーネラーガーにて第502SS重戦車大隊として再編成された。部隊はティーガーIIを保有し、オーデル・ナイセの戦いにおいてソビエト軍と対峙した。1945年のベルリンの戦いの間、部隊はハルべ・ポケットにおいて包囲され壊滅した。